# Březová nad Svitavou
Březová nad Svitavou är en stad i Tjeckien.   Den ligger i regionen Pardubice, i den östra delen av landet, 160 km öster om huvudstaden Prag. Březová nad Svitavou ligger 382 meter över havet och antalet invånare är 1 518.
Terrängen runt Březová nad Svitavou är varierad. Březová nad Svitavou ligger nere i en dal. Runt Březová nad Svitavou är det ganska tätbefolkat, med 120 invånare per kvadratkilometer. Närmaste större samhälle är Letovice, 11,5 km söder om Březová nad Svitavou. I omgivningarna runt Březová nad Svitavou växer i huvudsak blandskog.